# Äggstanning

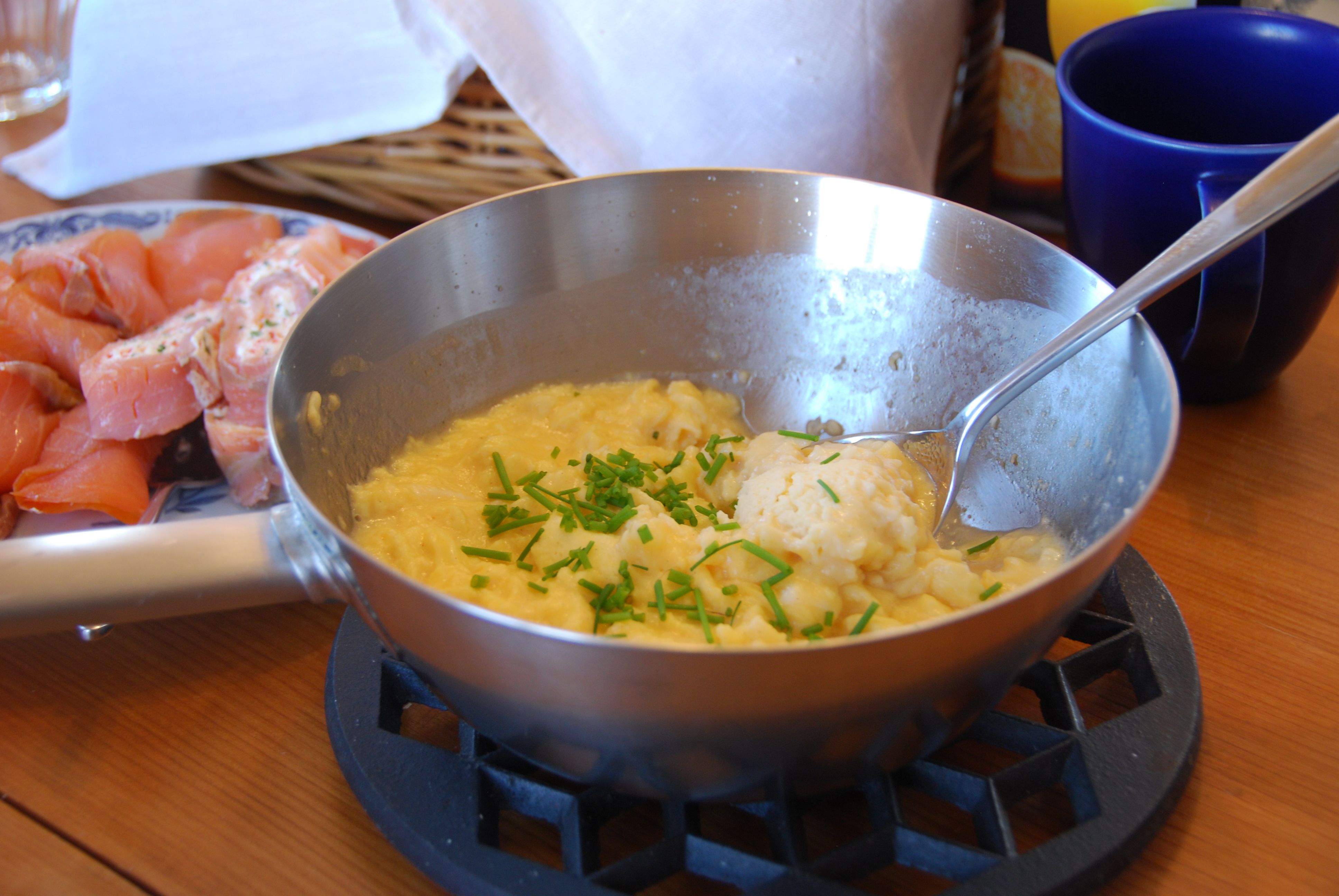
Ägg royal.

Buljong med stjärnor av äggstanning.

Äggstanning är en maträtt som tillagas av ägg, mjölk och kryddor. Ingredienserna vispas lätt och gräddas sedan i vattenbad i ugn till dess att äggmassan stelnat. Det kan även gräddas i stekpanna. Äggstanningen används ofta för att binda samman ingredienser i till exempel grönsaksgratänger eller fiskpuddingar.
En variant av äggstanning kallas ägg royal (ibland skrivet "äggroyal") och innehåller grädde i stället för mjölk. Ägg royal serveras kall eller varm med olika tillbehör.